# 諾斯威奇
 諾斯威奇，或译諾斯維奇，是英格蘭柴郡的一個城鎮。2014年，  諾斯威奇被星期日泰晤士報選為英國最適合生活城市之一。2011年，  諾斯威奇有人口19,924人。

## 友好城市
- 法國 多勒